# Polypedilum phre
Polypedilum phre är en tvåvingeart som beskrevs av Jean-Jacques Kieffer 1925. Polypedilum phre ingår i släktet Polypedilum och familjen fjädermyggor.
Artens utbredningsområde är Algeriet. Inga underarter finns listade i Catalogue of Life.